# جيو بلاتفورمز
جيو بلاتفورمز (Jio Platforms) حرفياً «منصات جيو» هي شركة تكنولوجيا هندية وشركة تابعة لشركة رليانس للصناعات المحدودة، مقرها في مومباي، الهند. تأسست في عام 2019، وتعمل كشركة قابضة لأكبر مشغل شبكة للهاتف المحمول في الهند «جيو» (Jio) وغيرها من الشركات الرقمية التابعة لشركة.
في 8 مايو 2020، تم الإعلان بأن جيو بلاتفورمز هي رابع أكبر شركة هندية من حيث القيمة السوقية. منذ أبريل 2020، جمعت شركة رليانس للصناعات مبلغ 152.056 كرور روبية (21 مليار دولار أمريكي) من خلال بيع 32.97٪ من أسهم شركة جيو بلاتفورمز.

## التاريخ
في أكتوبر 2019، أعلنت شركة رليانس للصناعات المحدودة عن إنشاء شركة فرعية مملوكة بالكامل لأعمالها الرقمية بما في ذلك جيو. في نوفمبر 2019، تم تسمية الشركة التابعة «جيو بلاتفورمز». تم نقل ما يعادل 1.08 ترليون روبية هندية (18 مليار دولار أمريكي) من مسؤولية جيو إلى رليانس للصناعات وبدورها تلقت ريلاينس اندستريز أسهم تفضيلية في جيو بلاتفورمز. وفقًا لبعض المراقبين، تم إجراء إعادة الهيكلة لإبقاء الأعمال الرقمية للمجموعة ضمن كيان خالٍ من الديون.
في أبريل 2020، استحوذ فيسبوك على حصة 9.99 ٪ في «جيو بلاتفورمز» مقابل 435.74 مليار روبية هندية (7٫2 مليار دولار أمريكي). ووفقا لهذه الصفقة، في حين تحتفظ منصات جيو 149.76 مليار روبية هندية (2٫5 مليار دولار أمريكي)، وحصلت الشركة الأم المتبقية، 285.98 مليار روبية هندية (4٫7 مليار دولار أمريكي)لاسترداد أسهم الممتازة القابلة للتحويل اختياريا عقدت في الشركة التابعة.
في مايو 2020، شركة الأسهم الخاصة «سيلفر ليك بارتنرز» (Silver Lake Partners) حصلت على حصة استثمارية 1.15% في الشركة مقابل 56.5575 مليار روبية هندية (940 مليون دولار أمريكي). ولكن على عكس الصفقة السابقة، بالاستثمار بالكامل في هذه الحالة «جيو بلاتفورمز». شركة «جنراك اتلانتك» (General Atlantic) أعلنت أنها ستستثمر 65.988 مليار روبية هندية (1٫1 مليار دولار أمريكي)في «جيو بلاتفورمز» مقابل 1.34% حصة. الشركة الأمريكية (KKR) استحوذت على حصة في«جيو بلاتفورمز» مقابل 113.67 مليار روبية هندية (1٫9 مليار دولار أمريكي).
في يونيو 2020، أكد الصندوق السيادي الإماراتي شركة مبادلة للاستثمار بأنه سيحصل على حصة 1.85% في الشركة مقابل 90.936 مليار روبية هندية (1٫5 مليار دولار أمريكي). زادت «سيلفر ليك» حصتها إلى 2.08% باستثمارات إضافية بقيمة 45.47 مليار روبية هندية (750 مليون دولار أمريكي). جهاز أبوظبي للاستثمار اشترى حصة 1.16% في الشركة مقابل 56.84 مليار روبية هندية (940 مليون دولار أمريكي). وفي 13 يونيو، اشترت الشركة الاستثمارية «تي بي جي كابيتل» (شركة تي بي جي)، حصة في«جيو بلاتفورمز» تعادل 0.93% بقيمة 45.468 مليار روبية هندية (750 مليون دولار أمريكي).
أيضًا، قامت (Catterton) باستثمار 18.945 مليار روبية هندية (310 مليون دولار أمريكي)لحصة 0.39 ٪.
في يونيو 2020، أكد صندوق الاستثمارات العامة السعودي حصوله على حصة 2.32٪ في الشركة مقابل 113.67 مليار روبية هندية (1٫9 مليار دولار أمريكي). وفي يوليو عام 2020، أكدت إنتل أنها ستستحوذ على حصة بنسبة 0.39٪ في الشركة مقابل 1.89 مليار روبية هندية (31 مليون دولار أمريكي).
في يوليو 2020، أكدت شركة كوالكوم أنها ستستحوذ على حصة 0.15 ٪ في الشركة مقابل .730 مليار روبية هندية (12 مليون دولار أمريكي).
تبع ذلك شراء قوقل حصة 7.7 ٪ في الشركة مقابل 337.37 مليار روبية هندية (5٫6 مليار دولار أمريكي).
منتصر
|رليانس للصناعات المحدودة
|67.03%
|موكيش أمباني
|مروج
|-
|Jaadhu Holdings LLC 
|9.99%
|فيسبوك
|مستثمر استراتيجي
|-
|قوقل
|7.73%
|ألفابت
|مستثمر استراتيجي
|-
|KKR & Co. Inc.
|2.32%
| -
|شركة اسهم خاصة
|-
|Vista Equity Partners 
|2.32%
|-
|شركة اسهم خاصة
|-
|صندوق الاستثمارات العامة
|2.32%
|حكومة السعودية
|صندوق ثروة سيادية
|-
|SLP Redwood Co-Invest (DE), L.P.
| rowspan="2" |2.08%
| rowspan="2" |سيلفر ليك (شركة استثمارية) 
| rowspan="2" |شركة اسهم خاصة
|-
|SLP Redwood Holdings Pte. Ltd
|-
|شركة مبادلة للاستثمار
|1.85%
|أبو ظبي
|صندوق ثروة سيادية
|-
|General Atlantic Singapore
|1.34%
|General Atlantic
|صندوق ثروة سيادية
|-
|جهاز أبوظبي للاستثمار
|1.16%
|أبو ظبي
|صندوق ثروة سيادية
|-
|شركة تي بي جي
|0.93%
| -
|شركة اسهم خاصة
|-
|Intel Capital
|0.39%
|إنتل
|مستثمر استراتيجي
|-
|Interstellar Platform Holdings Pte. Ltd.
|0.39%
|L Catterton
|شركة اسهم خاصة
|-
|كوالكوم
|0.15%
| -
|مستثمر استراتيجي
|-
|المجموع
|100%
|
|
|}

## تقييم
في مايو 2020، قدرت قيمة جيو بلاتفورمز 5.15 ترليون روبية هندية (85 مليار دولار أمريكي). Tتم الإبلاغ أيضًا عن أن الشركة أكثر قيمة من جميع الأعمال الأخرى لشركة رليانس للصناعات المحدودة مجتمعة. لها القيمة السوقية وضعها الرابع في قائمة أكبر الشركات الهندية، وراء ريلاينس اندستريز (كيان مجتمعة)، تاتا للخدمات الاستشارية (Tata Consultancy Services) وبنك (أتش دي أف سي بنك).